# NetPositive
NetPositive (chamado frequentemente Net+) é o navegador WWW padrão do sistema operacional BeOS. Tem compatibilidade parcial para Javascript, mas não é compatível com Java ou CSS. NetPositive foi durante muito tempo o único web browser disponível para BeOS. A última versão oficial do NetPositive antes da falência da Be Incorporated foi 2.2/2.2.1 para clientes dos EUA, existem também na internet uma versão beta 3.0d3, e a versão de testes 2.2.2 que alterou o sistema de criptografia para OpenSSL, uma possível indicação que planejavam disponibilizar seu código fonte, como foi feito com o projeto OpenTracker.
Arquivos executáveis do NetPositive, incluindo as bibliotecas de criptografia e outras ferramentas não fornecidas pelo SO, tal como suporte a HTTP e FTP, ocupam ao todo entre 1,4 e 1,7 MB, sem compressão.
O navegador pode ser incorporado em outros aplicativos, ou na área de trabalho do sistema operacional, usando um sistema fornecido pelo próprio SO. Quando o componente Active Desktop foi lançado para Windows, a Microsoft o promoveu como algo inédito. A Be anunciou uma implementação semelhante com o NetPositive usando apenas "nove linhas de código fonte".
Existem um número de projetos para clonar o NetPositive para BeOS, devido à familiaridade dos usuários BeOS com sua interface. O mais avançado destes é Themis, que visa replicar a experiência do NetPositive em um browser com características modernas. Há também o Net++, cujo objetivo é usar o renderizador Gecko com a interface do NetPositive.
É incluído ainda no sistema Zeta como navegador padrão para a abertura de arquivos HTML e links de outros aplicativos, devido a implementação incompleta de chamadas de sistema na versão BeOS do navegador Mozilla Firefox. Entretanto, o Firefox é promovido como sendo o navegador principal na plataforma.
O browser era famoso entre os usuários BeOS devido às suas mensagens de erro em formato haikai, que deu origem ao nome do projeto Haiku, um clone do BeOS de código fonte aberto.